# Географија Марока
Мароко је најсеверозападнија држава која се простире од Средоземног мора и Атлантског океана на северу и западу, у великим планинским областима у унутрашњости, до пустиње Сахаре на крајњем југу. Мароко је северноафричка држава, која се налази на крајњем северозападу Африке на рубу континенталне Европе. Гибралтарски мореуз одваја Шпанију од Марока са 13 км распона воде. Мароко се граничи са северним Атлантским океаном на западу и западним Средоземним морем на северу, а граничи се са Алжиром и спорном Западном Сахаром.
Терен Марока је углавном планински. Планине Атлас се протежу од централног севера до југозапада. Проширује се на око 1.350 км и леђна кичма земље. Северно од планине Атлас налазе се планине Риф, ланац који чини део планинског ланца Сијера Невада у Андалузији, Шпанија. Огроман домет се проширује на око 250 км од Тангера на западу до Надора на истоку.
На западу земље, дуж атлантске обале, Мароканска висораван се протеже од Тангера до Лагире, око 2.310 км дуго, и уђите у равнице Саис близу Феса и Тансифт-Алхауз близу Маракеша . Ове огромне равнице промовишу плодно пољопривредно земљиште и подржавају 15% локалне привреде.
На крајњем југоистоку земље, земље су сушне због близине пустиње Сахаре. Оазе палми су развијене у многим регионима, посебно у Фигуигу и Загори.

## Клима
Клима Марока се може поделити на два дела: северозападни и југоисточни. На југоистоку клима је сушна и слабо насељена. Северозапад има благу климу и 95% мароканског становништва живи у овим регионима.
Претежно насељена подручја северозапада земље углавном имају медитеранску климу, али пошто је земља изразито планинска, евидентан је континентални и алпски утицај, као и океански утицај дуж атлантске обале. И на крају, полусушне земље, које покривају неколико региона на североистоку, централном-југу и југозападу.
Уз обалу Средоземног мора клима је типично медитеранска и подржава све типове типичне медитеранске вегетације. Лета су умерено топла, а зиме благе. Даље од обале, у планинском ланцу Риф, клима почиње да добија више континентални карактер, са хладнијим зимама и топлијим летима. На надморским висинама изнад 1.000 метара, клима је алпска са топлим летима и хладним зимама. Падавине су много веће на западној него на источној страни. Просечна годишња количина падавина је између 600-1. 500 мм и 300-700 мм. Снега има у изобиљу на вишим надморским висинама.
1. Типични градови медитеранске климе: Тангер, Тетоуан, Надор
2. Типични градови под утицајем континента: Шефшауен, Исаген, Таза
3. Типични градови са алпским утицајем: Баб Беред

Уз обалу Атлантика, клима је медитеранска са океанским утицајем. Отисак океанске климе се разликује дуж обале од региона до региона. Обично се представља од Асиле до Есауре. Лета су топла до умерено топла, а зиме хладније него на обали Средоземног мора. Даље од приобалних земаља, у планинском ланцу Атлас, клима почиње да добија више континентални карактер, са хладнијим зимама и топлијим летима. На надморским висинама изнад 1.000 метара, клима је типично алпска, са топлим летима и хладним зимама. Падавине су углавном велике. Просечна годишња количина падавина је између 500 и 1.800 мм на северу, али како се крећете ка југу, просек опада за око 100 до 200 мм. Снега има у изобиљу на вишим надморским висинама.
1. Типични градови под утицајем океана: Рабат, Казабланка, Есаура, Лараш
2. Типични градови под утицајем континента: Фес, Мекнес
3. Типични градови са алпским утицајем: Ифране, Азру, Миделт, Имузер Кандар

Јужни региони северозапада су полусушни. Падавине су мање, и крећу се између 250 и 350 мм годишње. Иако се температурни распони углавном не мењају у поређењу са горњим провинцијама, не треба одбацити благи пораст високих просека. У великој мери због нижих географских ширина где падају.
Типични градови са таквом климом су Агадир и Маракеш.

Спорни регион Западне Сахаре карактерише врућа пустињска клима, али су температуре умереније дуж обале.
| Клима Казабланка (1981–2010)                               | Клима Казабланка (1981–2010) | Клима Казабланка (1981–2010) | Клима Казабланка (1981–2010) | Клима Казабланка (1981–2010) | Клима Казабланка (1981–2010) | Клима Казабланка (1981–2010) | Клима Казабланка (1981–2010) | Клима Казабланка (1981–2010) | Клима Казабланка (1981–2010) | Клима Казабланка (1981–2010) | Клима Казабланка (1981–2010) | Клима Казабланка (1981–2010) | Клима Казабланка (1981–2010) |
| Показатељ \ Месец                                          | .Јан.                        | .Феб.                        | .Мар.                        | .Апр.                        | .Мај.                        | .Јун.                        | .Јул.                        | .Авг.                        | .Сеп.                        | .Окт.                        | .Нов.                        | .Дец.                        | .Год.                        |
| ---------------------------------------------------------- | ---------------------------- | ---------------------------- | ---------------------------- | ---------------------------- | ---------------------------- | ---------------------------- | ---------------------------- | ---------------------------- | ---------------------------- | ---------------------------- | ---------------------------- | ---------------------------- | ---------------------------- |
| Апсолутни максимум, °C (°F)                                | 31,1 (88)                    | 29,4 (84,9)                  | 32,2 (90)                    | 32,8 (91)                    | 36,6 (97,9)                  | 37,8 (100)                   | 40,1 (104,2)                 | 39,5 (103,1)                 | 40,5 (104,9)                 | 36,6 (97,9)                  | 34,7 (94,5)                  | 30,3 (86,5)                  | 40,5 (104,9)                 |
| Максимум, °C (°F)                                          | 17,3 (63,1)                  | 18,0 (64,4)                  | 19,6 (67,3)                  | 20,3 (68,5)                  | 21,9 (71,4)                  | 24,1 (75,4)                  | 25,9 (78,6)                  | 26,3 (79,3)                  | 25,8 (78,4)                  | 23,9 (75)                    | 21,0 (69,8)                  | 18,7 (65,7)                  | 21,9 (71,4)                  |
| Просек, °C (°F)                                            | 12,8 (55)                    | 13,8 (56,8)                  | 15,3 (59,5)                  | 16,4 (61,5)                  | 18,5 (65,3)                  | 21,2 (70,2)                  | 23,0 (73,4)                  | 23,4 (74,1)                  | 22,4 (72,3)                  | 20,0 (68)                    | 16,7 (62,1)                  | 14,5 (58,1)                  | 18,2 (64,8)                  |
| Минимум, °C (°F)                                           | 8,3 (46,9)                   | 9,5 (49,1)                   | 11,0 (51,8)                  | 12,5 (54,5)                  | 15,0 (59)                    | 18,2 (64,8)                  | 20,1 (68,2)                  | 20,5 (68,9)                  | 19,1 (66,4)                  | 16,1 (61)                    | 12,5 (54,5)                  | 10,2 (50,4)                  | 14,4 (57,9)                  |
| Апсолутни минимум, °C (°F)                                 | −1,5 (29,3)                  | −0,7 (30,7)                  | 2,3 (36,1)                   | 5,0 (41)                     | 7,4 (45,3)                   | 10,0 (50)                    | 13,0 (55,4)                  | 13,0 (55,4)                  | 10,0 (50)                    | 7,0 (44,6)                   | 4,6 (40,3)                   | −2,7 (27,1)                  | −2,7 (27,1)                  |
| Количина кише, mm (in)                                     | 64,4 (2,535)                 | 54,7 (2,154)                 | 36,6 (1,441)                 | 31,8 (1,252)                 | 13,1 (0,516)                 | 3,0 (0,118)                  | 0,9 (0,035)                  | 0,5 (0,02)                   | 9,8 (0,386)                  | 37,0 (1,457)                 | 76,8 (3,024)                 | 69,7 (2,744)                 | 398,3 (15,681)               |
| Дани са кишом                                              | 9                            | 9                            | 7                            | 8                            | 6                            | 2                            | 1                            | 1                            | 3                            | 7                            | 9                            | 11                           | 72                           |
| Релативна влажност, %                                      | 83                           | 83                           | 82                           | 80                           | 79                           | 81                           | 82                           | 83                           | 83                           | 82                           | 82                           | 84                           | 82                           |
| Сунчани сати — месечни просек                              | 203,0                        | 200,0                        | 246,8                        | 269,4                        | 305,4                        | 296,0                        | 305,1                        | 297,2                        | 263,1                        | 240,8                        | 208,0                        | 195,2                        | 3.030                        |
| Извор #1: World Meteorological Organization                |                              |                              |                              |                              |                              |                              |                              |                              |                              |                              |                              |                              |                              |
| Извор #2: Pogoda.ru.net (humidity, rain days and extremes) |                              |                              |                              |                              |                              |                              |                              |                              |                              |                              |                              |                              |                              |

## Физичка географија
Северна обала и унутрашњост су планински са великим површинама граничних висоравни, међупланинским долинама и богатим обалним равницама. Северне планине су геолошки нестабилне и подложне земљотресима.
Мароко заузима стратешку локацију дуж Гибралтарског мореуза, пловног пута који повезује Средоземно море и Атлантски океан.
Екстреми надморске висине:
- Најнижа тачка: Себка Тах −55 м
- Највиша тачка: планина Тубкал 4.165 м

Најдужа река: река Дра (1.100 км)

## Екстремне тачке
Ово је листа крајњих тачака Марока, тачака које су даље на север, исток или запад од било које друге локације, искључујући спорно подручје Западне Сахаре.
- Најсевернија тачка – Понте Леона, [3] Тангер-Тетоуан-Ал Хоцеима регион
- Најисточнија тачка – неименована тачка на граници са Алжиром, одмах источно од града Иче, оријентални регион
- Најзападнија тачка – тачка на којој граница са Западном Сахаром улази у Атлантски океан, регион Гулмим-Оуд Ноун
  - Напомена: Мароко нема најјужнију тачку, своју јужну границу са Западном Сахаром која следи 27° 40′ СГШ.